# 東京スポーツ映画大賞
東京スポーツ映画大賞（とうきょうスポーツえいがたいしょう）は、1992年に設立された日本の映画の賞。主催は東京スポーツ新聞社。

## 内容
東京スポーツの客員編集長でもあるビートたけし（北野武）が審査委員長となり発足した、東京スポーツ新聞社主催の異色の映画賞である。
1992年に第1回東京スポーツ映画大賞を開催。1991年度分として、監督賞はたけし本人、作品賞も自分が監督した『あの夏、いちばん静かな海。』に授賞。授賞式は、1992年1月31日に渋谷ビデオスタジオ（『北野ファンクラブ』内にて）で行われた。
数多くの映画賞で見られる作品賞や主演男優賞などはもちろんのこと、「許しがたい作品賞」や「無念賞」、さらにはアダルトビデオ (AV) に関する部門まで設けられていた。これまでにも長嶋茂雄が監督賞を受賞したり、松坂慶子の父（一般人）が助演男優賞を受賞したりするなど、主催する東京スポーツの紙面同様従来の常識を覆すような発想と柔軟性に富んだユニークな映画賞となっている。15回目（2006年）を迎えるにあたって読者がインターネットやはがきで作品に投票できる「読者賞」も設けられたが、この試みは1回のみに終わった。
受賞の傾向として、北野と親交の深い映画監督の崔洋一の作品が高い評価を受けやすい。また、北野自身も自ら監督した作品に作品賞を与えたり、俳優としての自分自身にも臆することなく賞を授与したりしている。この事をネタにして、ガダルカナル・タカは「大橋巨泉方式です」と言った。
ただ、発足当初は完全に北野の独断で受賞者・受賞作が決められていたのに対し、中期以降は日本国内で開催される映画祭の主催者からノミネートを受け付け、ノミネート上位5位程度までを受賞候補としてその中から北野が賞を選考する方式を取ったため、初期に比べると「お手盛り」的な受賞は少なくなっていた。とはいえ、稀にノミネートに選ばれていなかった作品や人物が突然北野の強いプッシュで受賞するケースがあるほか（例：第17回の助演男優賞に選ばれた正名僕蔵）、北野の思いつきでノミネート段階では存在しなかった新たな賞が設けられることもある（例：第17回・第18回の『監督・ばんざい!賞』）。また、演芸関係の賞については当日出席したお笑い芸人の授賞が優先される。
授賞式の模様は東京スポーツ紙上で紹介されるほか、一部の情報番組・ワイドショーなどで放送される。第4回までは『北野ファンクラブ』内にてほぼそのまま放送されていた。それ以降はスカパーCS『北野チャンネル』でも放送した。
授賞式では「エンターテインメント賞・主演AV女優賞」を受賞したAV女優がその場でヌードを披露することが恒例となっていた。2007年の授賞式には就任間もない東国原英夫宮崎県知事（当時）が出席したことから、多くのマスコミが授賞式の模様を取り上げていた。
なお2019年を最後に本賞は開催されていない。背景には2018年に北野がオフィス北野（現・TAP）を退社し個人事務所「T.Nゴン」を立ち上げたこと、またそれに伴うギャラ交渉の不調があるとされ、一部メディアでは「北野と東スポは既に断交状態」とも書かれた。

### ビートたけしのエンターテインメント賞
2001年からは、第8回（1999年）に追加された「主演AV男優賞」「主演AV女優賞」を発展させた形で、「東京スポーツ映画大賞」の他に「ビートたけしのエンターテインメント賞」が設けられ、その年話題になった著名人に賞を授与している。以前は活躍の著しかったAV男優やAV女優、さらにはユニークなタイトルが付けられたアダルトビデオにも賞を授与していた。アダルトビデオ関連の受賞者・作品は、実際には東スポ記者達からの推薦を追認している場合が多かったが、2008年は北野の「たまに何かよ、目立ったのがあったときだけ選べばいいんじゃないの？」という発言から「主演AV男優賞」「主演AV女優賞」「タイトル賞」の3賞が「該当なし」とされ（「主演AV男優賞」に至っては第4回（2004年）からずっと「該当なし」の状態が続いていた）、第9回（2009年）からは完全に賞自体が消滅した。

## 備考
東京スポーツは本賞のほか、過去にソフト・オン・デマンドと共催した「AV OPEN〜あなたが決める!セルアダルトビデオ日本一決定戦〜」（2007年 - 2008年）や、スカパー!アダルト放送大賞・東京スポーツ賞（2011年、2013年 - ）などAV関連の賞を複数企画している。

## 歴代各賞

### 東京スポーツ映画大賞

#### 第1回（1992年） - 第10回（2001年）
目次 : 第1回（1992年） - 第2回（1993年） - 第3回（1994年） - 第4回（1995年） - 第5回（1996年） - 第6回（1997年） - 第7回（1998年） - 第8回（1999年） - 第9回（2000年） - 第10回（2001年）
第1回（1992年）
- 作品賞：『あの夏、いちばん静かな海。』
- 監督賞：北野武
- 主演男優賞：真木蔵人
- 主演女優賞：該当者なし
- 助演男優賞：該当者なし
- 助演女優賞：菅野香織（若人あきら夫人）
- 新人賞：北林谷栄
- 特別賞：松方弘樹
- 話題賞：東ちづる
- AV部門賞：憂花かすみ

第2回（1993年）
- 作品賞：『エロティックな関係』
- 監督賞：長嶋茂雄
- 主演男優賞：ゴジラ
- 主演女優賞：花田憲子（貴ノ花の母）
- 助演男優賞：モスラ、松坂慶子の父・美明さん、NHKスペシャル（『奥ヒマラヤ禁断の王国・ムスタン』）で高山病を熱演したスタッフ
- 助演女優賞：松坂慶子
- 新人賞：乙羽信子
- 外国作品賞『ラストタンゴ・イン・リオ』
- 特別賞：浅井理恵、桑名みどり
- 無念賞：清水美砂
- 記録文化映画賞：NHKスペシャル『奥ヒマラヤ禁断の王国・ムスタン』
- 話題賞：ダンカン

第3回（1994年）
- 作品賞：お引越し
- 監督賞：崔洋一
- 主演男優賞：該当者なし
- 主演女優賞：ルビー・モレノ
- 助演男優賞：所ジョージ
- 助演女優賞：国舞亜矢
- 新人賞：山﨑努
- 許しがたい作品賞：『学校』

第4回（1995年）
- 作品賞：『妻はフィリピーナ』
- 監督賞：該当者なし
- 主演男優賞：奥田瑛二
- 主演女優賞：高岡早紀
- 助演男優賞：西田和晃
- 助演女優賞：斉藤慶子
- 新人賞：宮沢光子（宮沢りえの母。通称・りえママ）
- 外国作品賞：『オリーブの林をぬけて』

第5回（1996年）
- 作品賞：『GHOST IN THE SHELL 攻殻機動隊』
- 監督賞：篠崎誠
- 主演男優賞：該当者なし
- 主演女優賞：草薙素子
- 助演男優賞：木村一八
- 助演女優賞：坂東玉三郎
- 新人賞：寺島進
- 外国作品賞：『フォレスト・ガンプ』
- 映画貢献賞：松方弘樹

第6回（1997年）
- 作品賞：『キッズ・リターン』
- 監督賞：北野武
- 主演男優賞：杉本哲太
- 主演女優賞：光月夜也
- 助演男優賞：モロ諸岡
- 助演女優賞：該当者なし
- 新人賞：安藤政信
- 外国作品賞：『秘密と嘘』
- 特別賞：志村けん

第7回（1998年）
- 作品賞：『ポストマン・ブルース』
- 監督賞：宮崎駿
- 主演男優賞：該当者なし
- 主演女優賞：柳愛里
- 助演男優賞：美輪明宏
- 助演女優賞：倍賞美津子
- 新人賞：佐藤仁美
- 外国作品賞：『世界中がアイ・ラヴ・ユー』
- 特別賞：水野晴郎『シベリア超特急』

第8回（1999年）
- 作品賞：『HANA-BI』
- 監督賞：北野武
- 主演男優賞：ビートたけし
- 主演女優賞：原田美枝子
- 助演男優賞：大杉漣
- 助演女優賞：岸本加世子
- 新人賞：田中麗奈
- 外国作品賞：『L.A.コンフィデンシャル』
- 特別賞：北京原人
- 主演AV女優賞：若菜瀬奈
- 主演AV男優賞：加藤鷹

第9回（2000年）
- 作品賞：『ワンダフルライフ』
- 監督賞：大島渚
- 主演男優賞：ビートたけし
- 主演女優賞：平良とみ
- 助演男優賞：トミーズ雅
- 助演女優賞：小田エリカ
- 新人賞：伊勢谷友介
- 外国作品賞：『バッファロー'66』
- 特別賞：井手らっきょ
- 主演AV女優賞：夢野まりあ
- 主演AV男優賞：山本竜二

第10回（2001年）
- 作品賞：『バトル・ロワイアル』
- 監督賞：深作欣二『バトル・ロワイアル』
- 主演男優賞：該当者なし
- 主演女優賞：藤山直美『顔』
- 助演男優賞：ビートたけし『バトル・ロワイアル』
- 助演女優賞：大楠道代『顔』
- 新人賞：藤原竜也『バトル・ロワイアル』
- 外国作品賞：『初恋のきた道』
- 特別賞：南原清隆『ナトゥ 踊る!ニンジャ伝説』

#### 第11回（2002年） - 第20回（2011年）
目次 : 第11回（2002年） - 第12回（2003年） - 第13回（2004年） - 第14回（2005年） - 第15回（2006年） - 第16回（2007年） - 第17回（2008年） - 第18回（2009年） - 第19回（2010年） - 第20回（2011年）
第11回（2002年）
- 作品賞：『BROTHER』
- 監督賞：行定勲
- 主演男優賞：窪塚洋介
- 主演女優賞：小泉今日子
- 助演男優賞：寺島進
- 助演女優賞：大竹しのぶ
- 新人賞：柴咲コウ
- 外国作品賞：『トラフィック』

第12回（2003年）
- 作品賞：『Dolls』
- 主演女優賞：宮沢りえ
- 助演男優賞：小林稔侍
- 助演女優賞：菅野美穂
- 新人賞：武重勉
- 外国作品賞：『少林サッカー』
- 撮影賞：柳島克己、高屋齋
- 衣装デザイン賞：山本耀司
- 特別監督賞：深作欣二

第13回（2004年）
- 作品賞：『座頭市』
- 監督賞：北野武『座頭市』
- 主演男優賞：ビートたけし『座頭市』
- 主演女優賞：黒沢あすか『六月の蛇』
- 助演男優賞：岸部一徳『座頭市』『ゲロッパ!』
- 助演女優賞：大楠道代『座頭市』
- 新人賞：山本寛斎『青の炎』
- 外国作品賞：『キル・ビル』
- 特別女優賞：三田佳子『シベリア超特急3』
- 特別賞（振付賞）：ザ・ストライプス『座頭市』

第14回（2005年）
- 作品賞：『誰も知らない』
- 監督賞：崔洋一『血と骨』
- 主演男優賞：ビートたけし『血と骨』
- 主演女優賞：深田恭子『下妻物語』
- 助演男優賞：オダギリジョー『血と骨』
- 助演女優賞：田畑智子『血と骨』
- 新人賞：柳楽優弥『誰も知らない』
- 外国作品賞：『オールド・ボーイ』
- 特別作品賞：『デビルマン』

第15回（2006年）
- 作品賞：該当なし
- 監督賞：該当なし
- 主演男優賞：ビートたけし『TAKESHIS'』
- 主演女優賞：小泉今日子『空中庭園』
- 助演男優賞：寺島進『疾走』『TAKESHIS'』
- 助演女優賞：該当なし
- 新人賞：沢尻エリカ『SHINOBI』『パッチギ!』
- 外国作品賞：『ミリオンダラー・ベイビー』
- 特別作品賞：『宇宙戦争』
- 読者賞：『ALWAYS 三丁目の夕日』

第16回（2007年）
- 作品賞：『ゆれる』
- 監督賞：西川美和『ゆれる』
- 主演男優賞：木村拓哉『武士の一分』
- 主演女優賞：蒼井優『フラガール』
- 助演男優賞：香川照之『ゆれる』
- 助演女優賞：富司純子『フラガール』
- 新人賞：木村祐一『ゆれる』
- 外国作品賞：『父親たちの星条旗』
- 特別作品賞：『日本以外全部沈没』

第17回（2008年）
- 作品賞：該当なし
- 監督賞：周防正行『それでもボクはやってない』
- 主演男優賞：オダギリジョー『東京タワー 〜オカンとボクと、時々、オトン〜』
- 主演女優賞：風吹ジュン『魂萌え!』
- 助演男優賞：正名僕蔵『それでもボクはやってない』
- 助演女優賞：加藤治子『魂萌え!』
- 新人賞：北乃きい『幸福な食卓』
- 外国作品賞：『ドリームガールズ』
- 特別作品賞：『スキヤキ・ウエスタン ジャンゴ』『監督・ばんざい!』
- 監督・ばんざい!賞：ビートたけし、石橋冠『松本清張 点と線』（テレビ朝日）

第18回（2009年）
- 作品賞：『歩いても 歩いても』
- 監督賞：北野武『アキレスと亀』
- 主演男優賞：本木雅弘『おくりびと』
- 主演女優賞：木村多江『ぐるりのこと。』
- 助演男優賞：山﨑努『おくりびと』『クライマーズ・ハイ』
- 助演女優賞：樹木希林『歩いても 歩いても』
- 新人賞：三又又三、お宮の松、アル北郷『アキレスと亀』
- 外国作品賞：『ノーカントリー』
- 特別作品賞：『ICHI』
- 監督・ばんざい!賞：該当なし

第19回（2010年）
- 作品賞： 該当なし
- 監督賞：西川美和『ディア・ドクター』
- 主演男優賞：笑福亭鶴瓶『ディア・ドクター』
- 主演女優賞：ペ・ドゥナ『空気人形』
- 助演男優賞：三浦友和『沈まぬ太陽』
- 助演女優賞：深田恭子『ヤッターマン』
- 新人賞：該当なし
- 外国作品賞：『マイケル・ジャクソン THIS IS IT』
- 特別作品賞：『上島ジェーン』[注 1]

第20回（2011年）
- 作品賞：『アウトレイジ』
- 監督賞：北野武『アウトレイジ』
- 主演男優賞：豊川悦司『必死剣鳥刺し』『今度は愛妻家』
- 主演女優賞：仲里依紗『時をかける少女』『ゼブラーマン -ゼブラシティの逆襲-』
- 助演男優賞：
  - 石橋蓮司『アウトレイジ』『今度は愛妻家』
  - 椎名桔平『アウトレイジ』
- 助演女優賞：夏川結衣『孤高のメス』
- 新人賞：北村総一郎『アウトレイジ』
- 外国作品賞：『第9地区』
- 特別作品賞：『座頭市 THE LAST』

#### 第21回（2012年） - 第28回（2019年）
目次 : 第21回（2012年） - 第22回（2013年） - 第23回（2014年） - 第24回（2015年） - 第25回（2016年） - 第26回（2017年） - 第27回（2018年） - 第28回（2019年）
第21回（2012年）
- 作品賞：『冷たい熱帯魚』
- 監督賞：園子温『冷たい熱帯魚』
- 主演男優賞：該当なし
- 主演女優賞：該当なし
- 助演男優賞：でんでん『冷たい熱帯魚』
- 助演女優賞：該当なし
- 新人賞：該当なし
- 外国作品賞：該当なし
- 特別賞：福本清三

第22回（2013年）
- 作品賞：『アウトレイジ ビヨンド』
- 監督賞：北野武『アウトレイジ ビヨンド』
- 男優賞：西田敏行、三浦友和、加瀬亮、中野英雄、松重豊、小日向文世、高橋克典、桐谷健太、新井浩文、塩見三省、中尾彬、神山繁『アウトレイジ ビヨンド』
- 主演女優賞：松たか子『夢売るふたり』
- 助演女優賞：該当なし
- 新人賞：マキタスポーツ『苦役列車』
- 外国作品賞：『ドライヴ』
- 特別賞：大島渚

第23回（2014年）
- 作品賞：『舟を編む』
- 監督賞：是枝裕和『そして父になる』
- 主演男優賞：松田龍平『舟を編む』
- 主演女優賞：真木よう子『さよなら渓谷』
- 助演男優賞：リリー・フランキー『そして父になる』『凶悪』
- 助演女優賞：二階堂ふみ『地獄でなぜ悪い』『四十九日のレシピ』
- 新人賞：黒木華『舟を編む』『草原の椅子』
- 特別賞：宮崎駿、宮藤官九郎
- 特別作品賞：『47RONIN』
- 外国作品賞：『ゼロ・グラビティ』

第24回（2015年）
- 作品賞：該当なし
- 監督賞：呉美保『そこのみにて光輝く』
- 主演男優賞：上島竜兵『上島ジェーン ビヨンド』
- 主演女優賞：宮沢りえ『紙の月』
- 助演男優賞：寺島進『イン・ザ・ヒーロー』
- 助演女優賞：大島優子『紙の月』
- 新人賞：劇団ひとり『青天の霹靂』
- 特別賞：該当なし
- 特別作品賞：該当なし
- 外国作品賞：『ジャージー・ボーイズ』

第25回（2016年）
- 作品賞：『龍三と七人の子分たち』 [3]
- 監督賞：北野武『龍三と七人の子分たち』[3]、是枝裕和『海街diary』[4]
  - ※第25回東京映画スポーツ映画大賞発表時には北野武『龍三と七人の子分たち』と発表されていた[3]。ところが、授賞式では審査委員長を務める北野武監督が「是枝監督に監督賞をあげようかな」と会場に来ていた是枝裕和監督に対してトロフィーを手渡し、これにより是枝裕和監督が監督賞を受賞することになった[4]。主催者である東京スポーツの授賞式記事（受賞者一覧）では「監督賞：北野武（「龍三と七人の子分たち」）→是枝裕和（「海街diary」）」となっている[5]。
- 主演男優賞：藤竜也『龍三と七人の子分たち』  [3]
- 主演女優賞：綾瀬はるか『海街diary』  [3]
- 助演男優賞：近藤正臣、中尾彬、品川徹、樋浦勉、伊藤幸純、吉澤健、小野寺昭、安田顕『龍三と七人の子分たち』  [3]
- 助演女優賞：長澤まさみ『海街diary』  [3]
- 新人賞：広瀬すず『海街diary』  [3]
- 特別賞：該当なし  [3]
- 特別作品賞：該当なし  [3]
- 外国作品賞：『マッドマックス 怒りのデス・ロード』  [3]

第26回（2017年）
- 作品賞：『この世界の片隅に』
- 監督賞：庵野秀明・樋口真嗣『シン・ゴジラ』
- 主演男優賞：三浦友和『葛城事件』
- 主演女優賞：宮沢りえ『湯を沸かすほどの熱い愛』
- 助演男優賞：綾野剛『怒り』、菅田将暉『ディストラクション・ベイビーズ』ほか
- 助演女優賞：広瀬すず『怒り』
- 新人賞：杉咲花『湯を沸かすほどの熱い愛』
- 外国作品賞：『ハドソン川の奇跡』
- 特別功労賞：神山繁

第27回（2018年）
- 作品賞：『アウトレイジ 最終章』
- 監督賞：北野武『アウトレイジ 最終章』
- 主演男優賞：西田敏行・塩見三省『アウトレイジ 最終章』
- 主演女優賞：長澤まさみ『散歩する侵略者』
- 助演男優賞：大杉漣・大森南朋・ピエール瀧・松重豊・金田時男『アウトレイジ 最終章』
- 助演女優賞：広瀬すず・斉藤由貴『三度目の殺人』
- 新人賞：金田時男『アウトレイジ最終章』
- 外国作品賞：『ラ・ラ・ランド』

第28回（2019年）
- 作品賞：『万引き家族』
- 監督賞：上田慎一郎『カメラを止めるな!』
- 主演男優賞：リリー・フランキー『万引き家族』
- 主演女優賞：安藤サクラ『万引き家族』
- 助演男優賞：松坂桃李『孤狼の血』
- 助演女優賞：松岡茉優『万引き家族』
- 新人賞：しゅはまはるみ『カメラを止めるな!』
- 外国作品賞：『ボヘミアン・ラプソディ』

### ビートたけしのエンターテインメント賞

#### 第1回（2001年） - 第10回（2010年）
目次 : 第1回（2001年） - 第2回（2002年） - 第3回（2003年） - 第4回（2004年） - 第5回（2005年） - 第6回（2006年） - 第7回（2007年） - 第8回（2008年） - 第9回（2009年） - 第10回（2010年）
第1回（2001年）
- 話題賞：森喜朗首相
- 日本芸能大賞：三原じゅん子コアラ夫妻
- 主演AV女優賞：後藤まみ
- 主演AV男優賞：チョコボール向井

第2回（2002年）
- 話題賞：鈴木宗男衆議院議員
- 日本芸能大賞：ホーキング青山
- 主演AV女優賞：黒沢愛
- 主演AV男優賞：志良玉弾吾

第3回（2003年）
- 話題賞：綾小路きみまろ
- 日本芸能大賞：ザ・ストライプス
- 主演AV女優賞：美竹涼子
- 主演AV男優賞：モンモン
- タイトル賞：「ドラえまん」

第4回（2004年）
- 話題賞：石田純一、エスパー伊東
- 日本芸能大賞：橘大五郎、早乙女太一
- 主演AV女優賞：春菜まい
- 主演AV男優賞：該当者なし
- タイトル賞：「前戯なき戦い?即入かましてヨカですか?」

第5回（2005年）
- 話題賞：ザ・ゴールデンカップス
- 日本芸能大賞：ヒロシ、陣内智則、波田陽区
- 主演AV女優賞：夏目ナナ
- 主演AV男優賞：該当者なし
- タイトル賞：「忠犬サセ公」

第6回（2006年）
- 話題賞：レイザーラモンHG
- 日本芸能大賞：ヒロシ
- 主演AV女優賞：デヴィ
- 主演AV男優賞：該当者なし
- タイトル賞：「液ジュポ2005 マン国博覧会」
- 特別賞：島田洋七

第7回（2007年）
- 話題賞：山本モナ
- 日本芸能大賞：春風亭昇太
- 主演AV女優賞：青木りん
- 主演AV男優賞：該当なし
- タイトル賞：該当なし
- 特別賞：石原真理子、そのまんま東（東国原英夫宮崎県知事）

第8回（2008年）
- 話題賞：松本人志
- 日本芸能大賞[注 2]：タカアンドトシ、楳図かずお、ムーディ勝山
- 主演AV女優賞：該当なし
- 主演AV男優賞：該当なし
- タイトル賞：該当なし
- 特別賞：船場吉兆・湯木佐知子社長（受賞辞退）、姫井由美子参議院議員
- カムバック賞：長井秀和[注 3]

第9回（2009年）
- 話題賞：林家三平を襲名する林家いっ平[注 4]
- 日本芸能大賞：サンドウィッチマン[注 5]
- 特別賞：飯島愛[注 6]、橋下徹大阪府知事
- カムバック賞：田中義剛[注 7]
- 皆勤賞：林家ペー・パー子夫妻

第10回（2010年）
- 50周年特別賞：長嶋茂雄、宮沢りえ、亀田興毅、松井秀喜、石川遼
- 話題賞：石田純一
- 日本芸能大賞[注 8]：オードリー、ナイツ、U字工事、東京03
- 期待賞：マキタスポーツ
- 特別賞：北野武&所ジョージ

#### 第11回（2011年） - 第19回（2019年）
目次 : 第11回（2011年） - 第12回（2012年） - 第13回（2013年） - 第14回（2014年） - 第15回（2015年） - 第16回（2016年） - 第17回（2017年） - 第18回（2018年） - 第19回（2019年）
第11回（2011年）
- 話題賞：AKB48[注 9]、少女時代、KARA[注 10]
- 日本芸能大賞：ブラックマヨネーズ、ピース
- 特別賞：沢尻エリカとリラさん、戦場カメラマン・渡部陽一、マツコ・デラックス、ミッツ・マングローブ
- その他のノミネート：大桃美代子、麻木久仁子、山路徹、広末涼子とキャンドル・ジュン[注 11]

第12回（2012年）
- 話題賞：加藤茶
- 日本芸能大賞：博多華丸・大吉、ダイノジ、友近
- 特別賞：立川談志、山本耀司
- カムバック賞：鈴木宗男、小向美奈子、岡本夏生
- 激励賞：ずん

第13回（2013年）
- 話題賞：壇蜜
- 日本芸能大賞：バイきんぐ、ハマカーン、アルコ&ピース、キンタロー。、ももいろクローバーZ、ゴールデンボンバー
- 特別賞：松井秀喜、高見盛
- カムバック賞：高田文夫、鉄拳

第14回（2014年）
- 特別賞：タモリ（欠席・VTRメッセージのみ）
- 話題賞：みのもんた（欠席・VTRメッセージのみ）、板東英二
- 日本芸能賞：千鳥、ウーマンラッシュアワー（欠席）、流れ星、テンダラー、ロバート（秋山竜次のみ欠席）
- 世界お笑い大賞：タムサンカ・ジャンティ（ネルソン・マンデラ元大統領追悼式の偽の手話通訳、欠席）
- 特別技能賞：藤山新太郎、林家正楽

第15回（2015年）
- 日本芸能大賞：博多華丸・大吉
- 日本芸能賞：テンダラー、どぶろっく、日本エレキテル連合
- 話題賞：May J.、新垣隆、江角マキコ&長嶋一茂（欠席）
- 特別賞：白鵬（欠席）、黒田博樹（欠席）
- 0.5発屋賞：スギちゃん
- 特別芸能賞：ナポレオンズ（欠席）、三増紋之助、立川談春

第16回（2016年）
- 特別話題賞：SMAP[6](欠席。ジャニーズ事務所からメンバーのスケジュールが合わないので欠席させて頂きますというメッセージが届いた。)
- 話題賞：上西小百合と秘書、野々村竜太郎（元兵庫県議会議員）、大塚久美子と大塚勝久（次点）[6]
- 特別賞：五郎丸歩、又吉直樹[6]
- 日本芸能大賞：コロッケ[6]
- 日本芸能賞：トレンディエンジェル、コロコロチキチキペッパーズ、馬鹿よ貴方は[6]
- 激励賞：今野浩喜[6]
- ウーパールーパー賞：8.6秒バズーカー[6]
- 新人賞：篠原信一[6]

第17回（2017年）
- 男気賞：黒田博樹
- 特別賞：稀勢の里
- 話題賞：ピコ太郎、RADIO FISH、平野ノラ
- 激励賞：柴田英嗣、狩野英孝
- 努力賞：三遊亭円楽
- カムバック&激励賞：ベッキー
- 日本芸能大賞：桂文珍
- 日本芸能特別賞：林家正蔵
- 日本芸能賞：ハリウッドザコシショウ、ライス、銀シャリ

第18回（2018年）
- 日本芸能大賞：明石家さんま、綾小路きみまろ、島田洋七
- 日本芸能賞：ブルゾンちえみ、かまいたち、とろサーモン、ゆりやんレトリィバァ
- 特別賞：葉加瀬太郎
- 功労賞：小室哲哉、葛西紀明
- 話題賞：元SMAPの稲垣吾郎、香取慎吾、草なぎ剛、元日馬富士、貴ノ岩、豊田真由子元衆議院議員

第19回（2019年）
- 日本芸能大賞：明石家さんま、笑福亭鶴瓶
- 演芸新人賞：ハナコ、霜降り明星、和牛、みやぞん、マッハスピード豪速球
- 特別芸能賞：ホーキング青山、グレート義太夫
- SNS炎上賞：とろサーモン・久保田かずのぶ、スーパーマラドーナ・武智正剛
- 特別賞：棚橋弘至
- 話題賞：山根明日本ボクシング連盟前会長、純烈

## 選考に参加している映画祭

### 現在参加中
- @ffあおもり映画祭
- あきる野映画祭
- 伊参スタジオ映画祭
- うえだ城下町映画祭
- しまね映画祭
- 周南映画祭（第19回 - ）
- SKIPシティ国際Dシネマ映画祭
- TAMA CINEMA FORUM
- とよはしまちなかスロータウン映画祭（第16回、第18回 - ）
- 長岡アジア映画祭
- 中津川映画祭シネマジャンボリー（第16回、第19回 - ）
- 花の街ふかや映画祭（第17回 - ）
- はままつ映画祭（第19回 - ）
- 三重映画フェスティバル

※データは第21回現在。

### 過去に参加
- イメージフォーラム・フェスティバル（第16回、第19回）
- 古湯映画祭（第16回）
- 湯布院映画祭（第16回）
- 函館港イルミナシオン映画祭（第17回）
- 小田原映画祭（第17回 - 第18回）
- しものせき映画祭（？ - 第18回）
- 西東京市民映画祭（第17回 - 第19回?）
- 福井映画祭（第17回 - 第19回?）
- 宮崎映画祭（第19回 - 第19回?）